# Чемпионат США по пул чекерс
Чемпионат США по пул чекерс — соревнование по шашкам среди мужчин, которое проводится под эгидой Американской ассоциацией пул чекерса APCA в нескольких категориях.
Первый турнир состоялся в 1966 году. Неоднократными чемпионами страны становились бывшие советские шашисты Исер Куперман (7 раз) и Владимир Каплан (3 раза). Также среди чемпионов бывший советский шашист Александр Кац и представитель Молдовы Ион Доска.

## Список чемпионов
| Год / Место                    | Победитель                                                                     |
| ------------------------------ | ------------------------------------------------------------------------------ |
| 2014 Мемфис                    | Эл Барнетт, Sparta, Georgia                                                    |
| 2013 Колумбия (Южная Каролина) | Келвин Монро, Атланта Альфред Барнетт, Атланта                                 |
| 2012 Атланта                   | Альфред Барнетт, Атланта                                                       |
| 2011 Колумбус                  | Келвин Монро, Атланта                                                          |
| 2010 Дарем (Северная Каролина) | Альфред Барнетт, Атланта                                                       |
| 2009 Вашингтон                 | Келвин Монро, Атланта                                                          |
| 2008 Чикаго                    | Келвин Монро, Атланта                                                          |
| 2007 Чикаго                    | Эл Лэмберт, Чикаго                                                             |
| 2006 Колумбус                  | Келвин Монро, Атланта                                                          |
| 2005 Атланта                   | Эл Барнетт, Georgia Келвин Монро, Атланта                                      |
| 2004 Мемфис                    | Келвин Монро, Атланта                                                          |
| 2003 Атланта                   | Эл Барнетт, Georgia                                                            |
| 2002 Вашингтон                 | Келвин Монро Georgia Чарли Браун, Baltimore Александр Кац, New York            |
| 2000 Колумбус                  | Ион Доска, Молдова                                                             |
| 1999 Мемфис                    | Эл Барнетт, Georgia                                                            |
| 1998 Атланта                   | Эл Барнетт, Georgia                                                            |
| 1997 Флинт                     | Эл Барнетт, Georgia                                                            |
| 1996 Хьюстон                   | Эл Барнеттt, Georgia                                                           |
| 1995 Огаста                    | Эл Барнетт, Georgia Элтон Уильямс, Flint                                       |
| 1994 Уинстон-Сейлем            | Келвин Монро, Georgia                                                          |
| 1993 Petal                     | Элтон Уильямс, Flint                                                           |
| 1992 Нассау                    | Карл Смит, Чикаго Andrew Frazier, Bahamas                                      |
| 1991 Лос-Анджелес              | Карл Смит, Чикаго                                                              |
| 1990 Атланта                   | Исер Куперман, Midwest Ohio                                                    |
| 1989 Колумбус                  | Исер Куперман, NA                                                              |
| 1988 Детройт                   | Исер Куперман, NA                                                              |
| 1987 Мемфис                    | Исер Куперман, Bahamas                                                         |
| 1986 Сент-Луис                 | Исер Куперман, Bahamas                                                         |
| 1985 Дейтон                    | Исер Куперман, Bahamas                                                         |
| 1984 Нассау                    | Исер Куперман, Bahamas                                                         |
| 1983 Чикаго                    | Карл Смит, Чикаго                                                              |
| 1982 Акрон                     | Карл Смит, Чикаго                                                              |
| 1981 Мемфис                    | Momodou Faal, Georgia                                                          |
| 1980 Вашингтон                 | Momodou Faal, Georgia                                                          |
| 1979 Уинстон-Сейлем            | Momodou Faal, Georgia Владимир Каплан, N.Y. Dream Элтон Уильямс, Berston/Flint |
| 1978 Детройт                   | Владимир Каплан, N.Y. Dream                                                    |
| 1977 Атланта                   | Владимир Каплан, N.Y. Dream                                                    |
| 1976 Мемфис                    | Карл Смит, Чикаго                                                              |
| 1975 Чикаго                    | Карл Смит, Чикаго                                                              |
| 1974 Сент-Луис                 | Карл Смит, Чикаго                                                              |
| 1973 Нью-Йорк                  | Карл Смит, Чикаго                                                              |
| 1972 Детройт                   | Карл Смит, Чикаго                                                              |
| 1971 Флинт                     | Виктор Крафт, Чикаго Олли Новард, N.Y. Dream                                   |
| 1970 Кливленд                  | Карл Смит, Чикаго                                                              |
| 1969 Атланта                   | Уильям Лэнгли, Detroit American                                                |
| 1968 Детройт                   | Чарли Картер, Georgia                                                          |
| 1967 Детройт                   | Карл Смит, Чикаго                                                              |
| 1966 Детройт                   | Джордж Сайкс, Detroit American                                                 |